# دانه کاشفیه
دانه کاشفیه، روستایی از توابع بخش زبرخان شهرستان نیشابور در استان خراسان رضوی ایران است.این روستا دارای سه قنات ویک چاه عمیق است.دانه کاشفیه دارای کلیه امکانات رفاهی است.

## جمعیت
این روستا در دهستان زبرخان قرار دارد و براساس سرشماری مرکز آمار ایران در سال ۱۳۸۵، جمعیت آن ۴۶۷ نفر (۱۲۲خانوار) بوده‌است.